# Список втрат у боях за Бахмут
У статті наведено поіменні втрати в боях Бахмут у серпні 2022 — листопаді 2023.
В період з 15 липня 2022 по 6 червня 2023 року в ходи боїв ПВК Вагнера втратила 19 547 військових загиблими (17 175 з них — ув'язнені).

## Поіменний перелік

### Україна

#### Серпень 2022
1. Близнюк Олексій Олегович, солдат, стрілець стрілецького відділення В/Ч А1376 (4 серпня)[3]

#### Листопад 2022
1. Альберт Ярослав Дмитрович, старший солдат, 10 ОГШБр (1 листопада).[4]
2. Жежеров Віктор Олександрович, 10 ОГШБр (1 листопада)[5].
3. Жураковський Андрій Вікторович, військовослужбовець ЗС України (підрозділ — не уточнено), (1 листопада)[6].
4. Вивка Андрій Богданович, солдат-навідник мотопіхотного взводу, військовослужбовець ЗС України (підрозділ — не уточнено), (1 листопада)[7].
5. Шуляк Олександр Григорович, старший сержант, військовослужбовець ЗС України (підрозділ — не уточнено)[8].
6. Крохмалюк Тарас, військовослужбовець ЗС України (підрозділ — не уточнено), (2 листопада)[9].
7. Канзафаров Сабір, 114 ОБрТрО (6 листопада)[10].
8. Березов Ярослав, 114 ОБрТрО (6 листопада)[11].
9. Кузьмін Юрій Юрійович (12.10.1982), солдат, стрілець-санітар А3501 (7 листопада)[12]
10. Волков Олександр Вікторович, старший солдат, водій 2 відділення окремого кулеметного взводу в/ч А4569 (16 листопада)[3]
11. Зінько Сергій (21.04.1973), сержант, А4427 (17 листопада)[13]

#### Грудень 2022
1. Дзюба Валентин Іванович, батальйон «Свобода» (1 грудня)[14].
2. Боднар Олександр Миколайович, старший солдат, 59 ОМПБр. (2 грудня)[15].

#### Січень 2023
1. Гуленко Роман (17.04.1993), солдат, навідник механізованого відділення А0222 (18 січня)[16]

#### Лютий 2023
1. Паливода Сергій Сергійович, військовослужбовець ЗСУ, молодший сержант, бойовий медик, 5 ОШБ (7 лютого, Іванівське)
2. Ященко Дмитро Сергійович, сержант, інспектор прикордонної служби в/ч А2382 (3 лютого)[3]

#### Квітень 2023
1. Маркович Олег Ігорович, молодший сержант, 80-та ОДШБр (26 квітня, Іванівське)[17].

#### Травень 2023
1. Лях Максим Сергійович, солдат, 67-ма ОМБр (5 травня)[18].
2. Лавров Максим, солдат 10 ОГШБр (16 травня)[19]

#### Листопад 2023
1. Єрофєєв Макар Володимирович, старший лейтенант, Герой України (2024, посмертно), 92-га ОШБр (11 листопада, Андріївка).[20][21]

### Росія

#### Травень 2022
1. Алимов Владимир Владимирович (4.03.1983), найманець, ПВК «Вагнер» (30 травня)[22]

#### Липень 2022
1. Белогривцев Антон Юрьевич (26.10.1982), найманець, ПВК «Вагнер» (2 липня)[23]
2. Баженов Святослав Дмитриевич (20.11.1997), найманець, ПВК «Вагнер» (8 липня)[24]
3. Моисеев Павел Павлович (24.06.1986), найманець, ПВК «Вагнер» (28 липня)[25].

#### Серпень 2022
1. Хвостов Дмитрий Анатольевич (21.05.1988) , найманець, ПВК «Вагнер» (4 серпня)[22]
2. Пухонин Александр Игоревич (19.07.1992), найманець, ПВК «Вагнер» (13 серпня)[26]
3. Старунов Артем, найманець, ПВК «Вагнер» (21 серпня)[27]
4. Саликов Денис Олегович (8.04.1991) , найманець, ПВК «Вагнер» (26 серпня)[28].

#### Вересень 2022
1. Ломакин Дмитрий Андреевич (23.05.1997), найманець, ПВК «Вагнер» (4 вересня)[29]
2. Емельяненко Евгений Сергеевич (15.11.1982), ПВК «Вагнер» (8 вересня)[30]
3. Попенко Дмитрий Вячеславович (23.03.1994), найманець, ПВК «Вагнер» (11 вересня)[25].

#### Жовтень 2022
1. Зарипов Фарит Рауфович (7.12.1989) , найманець, ПВК «Вагнер» (3 жовтня)[28]
2. Нікітін Євген Олександрович, 2-й армійський корпус. (4 жовтня)[31].
3. Вахонін Іван Олексійович, найманець, ПВК «Вагнер» (4 жовтня)[32].
4. Кузін Руслан Сергійович, найманець, ПВК «Вагнер» (5 жовтня)[33].
5. Шипулін Іван Іванович, найманець, ПВК «Вагнер» (5 жовтня)[34].
6. Петров Іван Миколайович, найманець, ПВК «Вагнер» (11 жовтня)[35].
7. Сухачев Юрий Олегович  (1991), найманець, ПВК «Вагнер» (12 жовтня)[36]
8. Жемжур Лев Олександрович, найманець, ПВК «Вагнер» (15 жовтня)[37].
9. Кірєєв Альберт Ріфович, найманець, ПВК «Вагнер» (16 жовтня)[38].
10. Братухин Павел Игоревич (29.07.1988), найманець, ПВК «Вагнер» (17 жовтня)[39]
11. Морозов Дмитрий Андреевич (28 08.1997), найманець, ПВК «Вагнер» (18 жовтня)[25]
12. Медведев Максим Алексеевич (22.09.1990). ПВК «Вагнер» (29 жовтня)[40]
13. Валабугин Артур Евгеньевич (11.05.1993) . ПВК «Вагнер» (?? жовтня)[24]

#### Листопад 2022
1. Кудряшов Олександр Петрович, найманець, ПВК «Вагнер» (2 листопада)[41].
2. Терехов Денис Михайлович, найманець, ПВК «Вагнер» (5 листопада)[42].
3. Головизнин Анатолий Олегович (1997), найманець, ПВК «Вагнер» (5 листопада)[43]
4. Мальцев Пётр Петрович (12.03.1993), найманець, ПВК «Вагнер» (7 листопада)[44]
5. Басин Николай Сергеевич (14.05.1986), найманець, ПВК «Вагнер» (7 листопада)[45]
6. Филатов Антон Павлович (8.08.1983), найманець, ПВК «Вагнер» (8 листопада)[39]
7. Киселев Руслан Вадимович (2.09.1996), найманець, ПВК «Вагнер» (8 листопада)[46]
8. Сотов Александр Васильевич (28.04.1974), найманець, ПВК «Вагнер» (9 листопада)[24]
9. Копылов Алексей (1979), найманець, ПВК «Вагнер» (10 листопада)[22]
10. Чигин Иван Александрович, ПВК «Вагнер» (12 листопада)[23]
11. Баранов Руслан Александрович (8.02.1985), найманець, ПВК «Вагнер» (12 листопада)[44]
12. Пашкеев Дмитрий Владимирович (16.03.1996) , найманець, ПВК «Вагнер» (16 листопада)[45]
13. Кабанец Сергей Александрович (22.01.1983), ПВК «Вагнер» (17 листопада)[47]
14. Шилов Сергей Леонидович (18.10.1961), найманець, ПВК «Вагнер» (21 листопада)[44]
15. Дмитриев Александр (12.07.1978) , найманець, ПВК «Вагнер» (25 листопада)[48]
16. Алексеев Сергей Алексеевич (19.11.1983), найманець, ПВК «Вагнер» (25 листопада)[48]
17. Лексин Андрей Романович (26.10.2000), ПВК «Вагнер» (27 листопада)[26]
18. Жуков Артём Владимирович (23.04.1993) , ПВК «Вагнер» (29 листопада)[49]
19. Лебедев Александр Владимирович (1.06.1983), ПВК «Вагнер» (29 листопада)[36]
20. Степанов Всеволод Юрьевич (6.08.1996) , ПВК «Вагнер» (30 листопада)[29]

#### Грудень 2022
1. Лопаткин Іван Вікторович, найманець, ПВК «Вагнер» (2 грудня)[50].
2. Михайлюк Юрий Валерьевич, найманець, ПВК «Вагнер» (2 грудня)[51]
3. Князєв Іван Володимирович, найманець, ПВК «Вагнер» (4 грудня)[52].
4. Савченков Олексій Сергійович, найманець, ПВК «Вагнер» (4 грудня)[53].
5. Сало Андрей Васильевич (13.05.1983), найманець, ПВК «Вагнер» (4 грудня)[26]
6. Страхов Сергей Вячеславович (18.01.1974), найманець, ПВК «Вагнер» (4 грудня)[39]
7. Гусєв Аркадій В'ячеславович, найманець, ПВК «Вагнер» (6 грудня)[54].
8. Каньков Володимир Сергійович, найманець, ПВК «Вагнер» (7 грудня)[55].
9. Балбышко Роман Александрович (30.11.1996) , найманець, ПВК «Вагнер» (7 грудня)[56]
10. Іллінський Сергій Михайлович, найманець, ПВК «Вагнер» (8 грудня)[57].
11. Терешкін Сергій Олегович, найманець, ПВК «Вагнер» (8 грудня)[58].
12. Плотников Николай Сергеевич (11.05.1980), найманець, ПВК «Вагнер» (8 грудня)[59]
13. Фролов Михайло Андрійович, капітан запасу, найманець, ПВК «Вагнер» (8 грудня)[60].
14. Христофоров Дмитро Євгенович, найманець, ПВК «Вагнер» (8 грудня)[61].
15. Черв'яков Костянтин Анатолійович, найманець, ПВК «Вагнер» (8 грудня)[62].
16. Рахимов Янгибай Якубжанович (1.01.1983), найманець, ПВК «Вагнер» (9 грудня)[30]
17. Бурцев Юрий Александрович (2.04.1984), найманець, ПВК «Вагнер» (12 грудня)[59].
18. Кадыров Айдар Римович (16.08.1997), найманець, ПВК «Вагнер» (12 грудня)[56]
19. Ременюк Владимир Андреевич (27.01.1992), найманець, ПВК «Вагнер» (12 грудня)[56]
20. Абдулов Альбек Бактгерійович, найманець, ПВК «Вагнер» (13 грудня)[63].
21. Горьков Алексей Александрович (29.03.2003), найманець, ПВК «Вагнер» (14 грудня)[64]
22. Ситчихин Дмитрий Борисович (27.09.1975), найманець, ПВК «Вагнер» (14 грудня)[27]
23. Княжеский Сергей Александрович (11.07.1982), найманець, ПВК «Вагнер» (15 грудня)[64]
24. Соловей Петр Михайлович (20.08.1994), найманець, ПВК «Вагнер» (15 грудня)[27]
25. Новицький Максим Валерійович, найманець, ПВК «Вагнер» (16 грудня)[65].
26. Шманьов Владислав В'ячеславович, найманець, ПВК «Вагнер» (17 грудня)[66].
27. Шардаков Сергей Сергеевич (4.12.1995), найманець, ПВК «Вагнер» (17 грудня)[67]
28. Єлагін Олексій Олександрович, найманець, ПВК «Вагнер» (20 грудня)[68]
29. Яновский Александр Анатольевич  (29.03.1985), найманець, ПВК «Вагнер» (20 грудня)[26]\
30. Поляков Виталий Александрович (12.01.1987), найманець, ПВК «Вагнер» (21 грудня)[67]
31. Елфимов Юрий Андреевич (21.08.1997), найманець, ПВК «Вагнер» (21 грудня)[30]
32. Бутков Євген Валерійович, 2-й армійський корпус. (22 грудня)[69].
33. Долгий Егор Сергеевич (26.03.1988), ПВК «Вагнер» (22 грудня)[40]
34. Лукоянов Дмитрий Владимирович, ПВК «Вагнер» (22 грудня)[70]
35. Мишин Андрей Александрович (28.09.1987), ПВК «Вагнер» (22 грудня)[71]
36. Камалетдинов Рустам Розыкулыевич, ПВК «Вагнер» (22 грудня)[72]
37. Логинов Игорь Львович, ПВК «Вагнер» (23 грудня)[70]
38. Погорелов Николай Петрович, ПВК «Вагнер» (25 грудня)[56]
39. Скареднов Олег Игоревич (9.04.1997), ПВК «Вагнер» (25 грудня)[39]
40. Каримов Алексей Владимирович (21.02.1995), ПВК «Вагнер» (26 грудня)[50]
41. Абозин Игорь Геннадьевич (18.08.1991), ПВК «Вагнер» (27 грудня)[71]
42. Колесников Алексей Александрович (21.02.1981), ПВК «Вагнер» (28 грудня)[73]
43. Чернов Дмитро Євгенович, найманець, ПВК «Вагнер» (30 грудня)[74].
44. Плотников Иван Андреевич (16.05.1996), найманець, ПВК «Вагнер» (30 грудня)[75]
45. Добрынин Марат Алексеевич (16.11.1992), найманець, ПВК «Вагнер» (30 грудня)[75]
46. Мунябин Игорь Александрович (26.07.1980), найманець, ПВК «Вагнер» (30 грудня)[59].
47. Чехов Дмитрий Николаевич (19.03.1981), найманець, ПВК «Вагнер» (30 грудня)[76]
48. Дмитриенко Виктор Сергеевич (26.04.1991), найманець, ПВК «Вагнер» (31 грудня)[73]

#### Січень 2023
1. Авілов Владислав Анатолійович, найманець, ПВК «Вагнер» (1 січня)[77]
2. Гавшин Дмитрий Александрович, найманець, ПВК «Вагнер» (4 січня)[24]
3. Абдуллин Альберт (1.07.1986), найманець, ПВК «Вагнер» (4 січня)[30]
4. Казначеев Иван Николаевич (11.09.1989), найманець, ПВК «Вагнер» (5 січня)[78]
5. Чепурненко Николай Александрович (10.05.1981), найманець, ПВК «Вагнер» (6 січня)[79]
6. Ласыгин Алексей Геннадьевич (18.05.1991), найманець, ПВК «Вагнер» (7 січня)[43]
7. Трубников Андрей Андреевич (16.06.1995), найманець, ПВК «Вагнер» (7 січня)[80]
8. Ануфриев Сергей Евгеньевич (16.03.1993), найманець, ПВК «Вагнер» (8 січня)[80]
9. Бусыгин Михаил Михайлович (16.06.1990), найманець, ПВК «Вагнер» (8 січня)[59]
10. Соколов Максим Николаевич (18.05.1998), найманець, ПВК «Вагнер» (8 січня)[71]
11. Перевозчиков Роман Александрович (19.03.1989), найманець, ПВК «Вагнер» (9 січня)[72]
12. Загордин Алексей (11.11.1997), найманець, ПВК «Вагнер» (10 січня)[49]
13. Вараксин Сергей Борисович (17.08.1983), найманець, ПВК «Вагнер» (10 січня)[79]
14. Анисимов Андрей Дмитриевич (4.07.1986), ПВК «Вагнер» (12 січня)[40]
15. Кольцов Евгений Владимирович (30.11.1974), ПВК «Вагнер» (14 січня)[51]
16. Решетин Сергей Юрьевич,ПВК «Вагнер» (16 січня)[81]
17. Мартынов Дмитрий Михайлович (18.08.1976), ПВК «Вагнер» (17 січня)[82]
18. Низамеев Эдуард Флюрович (14.11.1985), ПВК «Вагнер» (17 січня)[26]
19. Батюченко Евгений Николаевич (6.10.1989), найманець, ПВК «Вагнер» (18 січня)[78]
20. Чупахин Александр Александрович (12.12.1971), найманець, ПВК «Вагнер» (18 січня)[51]
21. Зыков Сергей Григорьевич (18.10.1976), найманець, ПВК «Вагнер» (18 січня)[24]
22. Уразаев Салават Алмасович (17.02.1977), найманець, ПВК «Вагнер» (19 січня)[78]
23. Фисенко Максим Александрович (5.02.1981), найманець, ПВК «Вагнер» (20 січня)[29]
24. Гудков Олег Николаевич (10.05.1981), найманець, ПВК «Вагнер» (20 січня)[79]
25. Ваньков Дмитрий Иванович (31.08.1993), ПВК «Вагнер» (21 січня)[59]
26. Ловков Иван Николаевич (14.03.1994), ПВК «Вагнер» (21 січня)[23]
27. Юрьев Юрий Юрьевич, ПВК «Вагнер» (21 січня)[51]
28. Карчевский Павел Леонидович (27.09.1993), ПВК «Вагнер» (22 січня)[83]
29. Ведерников Артём Васильевич (18.09.1989), ПВК «Вагнер» (24 січня)[71]
30. Нестеров Станислав, ПВК «Вагнер» (24 січня)[83]
31. Куликов Игорь Вячеславович (6.02.1970), ПВК «Вагнер» (24 січня)[24]
32. Винтовкин Александр Евгеньевич, ПВК «Вагнер» (25 січня)[84]
33. Примак Эдуард Викторович (22.12.1992), ПВК «Вагнер» (26 січня)[83]
34. Гербер Константин Константинович (25.02.1983), ПВК «Вагнер» (26 січня)[30]
35. Любителев Владислав Дмитриевич (24.10.1996), ПВК «Вагнер» (27 січня)[84]
36. Хабдаев Дмитрий Павлович, ПВК «Вагнер» (28 січня)[85]
37. Чантиев Адлан Алаудинович (14.10.1993), ПВК «Вагнер» (29 січня)[49]
38. Чигирев Андрей Вячеславович (9.02.1991), ПВК «Вагнер» (30 січня)[43]
39. Лепешкин Геннадий Леонидович (12.11.1987), найманець, ПВК «Вагнер» (30 січня)[79]
40. Фетисов Александр Иванович (1991), найманець, ПВК «Вагнер» (31 січня)[79]

#### Лютий 2023
1. Шматько Сергей Сергеевич (6.01.1977), ПВК «Вагнер» (1 лютого)[56]
2. Анисимов Александр Сергеевич (29.05.1982), ПВК «Вагнер» (2 лютого)[40]
3. Борисов Вадим, ПВК «Вагнер» (2 лютого)[72]
4. Першин Алексей Сергеевич (10.10.1998), ПВК «Вагнер» (2 лютого)[86]
5. Власов Артём Сергеевич (7.04.1998), ПВК «Вагнер» (2 лютого)[85]
6. Мардамшин Вячеслав Дмитриевич (1.05.1979), ПВК «Вагнер» (5 лютого)[87]
7. Иманмурзаев Дахир Ярагиевич (16.09.1978), ПВК «Вагнер» (6 лютого)[88]
8. Гурьянов Сергей Витальевич (3.09.1990), ПВК «Вагнер» (6 лютого)[88]
9. Сафонов Игорь Юрьевич (25.03.1995) , ПВК «Вагнер» (7 лютого)[89]
10. Пастухов Константин Вячеславович (16.12.1977), ПВК «Вагнер» (8 лютого)[86]
11. Гопкин Александр Денисович (21.04.1993), ПВК «Вагнер» (9 лютого)[59]
12. Самарин Николай Михайлович (26.07.1987) , ПВК «Вагнер» (9 лютого)[22]
13. Хабиров Евгений Эдуардович (22.03.1996), ПВК «Вагнер» (9 лютого)[89]
14. Ратегов Юрий Андреевич (1993) , ПВК «Вагнер» (9 лютого)[36]
15. Лаптев Сергей Николаевич (20.08.1978), ПВК «Вагнер» (12 лютого)[40]
16. Люсиков Дмитрий Викторович (3.03.1978), ПВК «Вагнер» (12 лютого)[59]
17. Шарафутдинов Ильдар Ахтямович (1997), ПВК «Вагнер» (12 лютого)[87]
18. Пичуев Евгений Владимирович (28.08.1988), ПВК «Вагнер» (12 лютого)[39]
19. Гришин Алексей Сергеевич (26.03.1981), ПВК «Вагнер» (14 лютого)[81]
20. Смирнов Николай Владимирович (19.01.1982), ПВК «Вагнер» (15 лютого)[40]
21. Боргдорф Олег Александрович (1989), ПВК «Вагнер» (17 лютого)[90]
22. Гришин Василий Викторович (28.12.1979), ПВК «Вагнер» (17 лютого)[90]
23. Дементьев Александр Андреевич (4.09.1997), ПВК «Вагнер» (18 лютого)[72]
24. Акимов Вадим Владимирович (16.08.1999), ПВК «Вагнер» (18 лютого)[22]
25. Забара Станислав Алексеевич (1.12.1999), ПВК «Вагнер» (18 лютого)[46]
26. Прядохин Роман Константинович (8.08.1987), ПВК «Вагнер» (19 лютого)[30]
27. Рыжов Максим Владимирович (7.12.1989), ПВК «Вагнер» (20 лютого)
28. Раздобурдин Александр Юрьевич (17.11.1982), ПВК «Вагнер» (22 лютого)[91]
29. Михайлов Владимир Борисович (1965), ПВК «Вагнер» (23 лютого)[51]
30. Барон Максим (2000), ПВК «Вагнер» (25 лютого)[90]
31. Анагуричи Радислав Викторович (5.03.1986), ПВК «Вагнер» (26 лютого)[91]
32. Гутчейвын Александр Андреевич (22.04.1987), ПВК «Вагнер» (26 лютого)[25]
33. Утбосаров Андрей Кодиржонович (25.03.1986) , ПВК «Вагнер» (27 лютого)[92]
34. Солдатов Василий Александрович, ПВК «Вагнер» (28 лютого)[92]
35. Мишарин Сергей Владимирович (22.11.1973), ПВК «Вагнер» (28 лютого)[81]

#### Березень 2023
1. Банчук Олег Николаевич (21.01.1977), ПВК «Вагнер» (2 березня)[82]
2. Денега Сергей Сергеевич (25.03.1994) , ПВК «Вагнер» (2 березня)[93]
3. Герасимов Дмитрий Александрович (23.10.1971), ПВК «Вагнер» (2 березня)[94]
4. Воронцов Максим Алексеевич (21.03.1998), ПВК «Вагнер» (5 березня)[23]
5. Рыжаков Максим Сергеевич (2.05.1981), ПВК «Вагнер» (7 березня)[40]
6. Решетняк Сергей Алексеевич (22.08.1998), ПВК «Вагнер» (7 березня)[36]
7. Актилек Кадыров (1995), ПВК «Вагнер» (7 березня)[30]
8. Вильнов (Вильданов) Руслан Олегович (26.10.1994), ПВК «Вагнер» (8 березня)[81]
9. Тюнин Андрей Владимирович (31.03.1980), ПВК «Вагнер» (9 березня)[67]
10. Давыденко Александр Эдуардович (14.05.1992), ПВК «Вагнер» (10 березня)[94]
11. Черкасов Сергей Валерьевич (14.04.1987), ПВК «Вагнер» (12 березня)
12. Фомин Игорь Геннадьевич (10.07.1985), ПВК «Вагнер» (13 березня)[27]
13. Раднаев Баир Ешибальжирович (13.12.1990), ПВК «Вагнер» (14 березня)[95]
14. Зенин Иван Анатольевич (11.04.1997), ПВК «Вагнер» (14 березня)[93]
15. Мульков Алексей Андреевич (11.10.1991), ПВК «Вагнер» (15 березня)[95]
16. Каплунов Владимир Владимирович (27.10.1980) , ПВК «Вагнер» (15 березня)[51]
17. Гаухман Александр Михайлович (1980) , ПВК «Вагнер» (16 березня)[24]
18. Полевой Вадим Михайлович  (28.06.1994), ПВК «Вагнер» (17 березня)[96]
19. Воробьёв Андрей Владимирович (12.08.1974), ПВК «Вагнер» (18 березня)[24]
20. Лікун Євген Віталійович, старший лейтенант, 2-й армійський корпус (19 березня)[97]
21. Бугоровский Максим Сергеевич (29.11.1997), ПВК «Вагнер» (19 березня)[43]
22. Ильин Дмитрий Викторович (27.08.1982), ПВК «Вагнер» (21 березня)[47]
23. Шевченко Кирилл Павлович (27.08.1974)., ПВК «Вагнер» (21 березня)[39]
24. Кириенко Леонид Александрович (26.03.1986), ПВК «Вагнер» (21 березня)[81]
25. Барышов Александр Сергеевич (25.10.1984), ПВК «Вагнер» (22 березня)[71]
26. Молчанов Иван Леонидович (5.01.1995), ПВК «Вагнер» (23 березня)[96]
27. Колотов Александр Олегович (24.07.1987), ПВК «Вагнер» (23 березня)[51]
28. Вшивков Василий Владимирович (15.06.1984), ПВК «Вагнер» (24 березня)[71]
29. Григоровский Иван Владимирович (14.01.1993), ПВК «Вагнер» (25 березня)[98]
30. Быстров Сергей Александрович (29.03.1988), ПВК «Вагнер» (25 березня)[81]
31. Дьяков Вячеслав Викторович (15.12.1984), ПВК «Вагнер» (25 березня)[96]
32. Тимохов Владислав Викторович (16.05.1995), ПВК «Вагнер» (26 березня)[67]
33. Подтяжкин Максим Григорьевич (30.08.1982), ПВК «Вагнер» (27 березня)[99]
34. Литвинов Евгений Александрович (12.11.1985), ПВК «Вагнер» (29 березня)[40]
35. Бобнев Сергей Иванович (26.12.1976), ПВК «Вагнер» (29 березня)[49]
36. Каримов Тимур Махмутович (3.06.1990), ПВК «Вагнер» (29 березня)[98]
37. Бакшеев Алексей Александрович (7.02.1990) , ПВК «Вагнер» (29 березня)[22]
38. Рожин Виталий Андреевич (7.01.1994), ПВК «Вагнер» (30 березня)[59]
39. Трифонов Александр Евгеньевич (11.09.1994), ПВК «Вагнер» (31 березня)[67]

#### Квітень 2023
1. Сиврюков Александр Андреевич (17.03.1998), ПВК «Вагнер» (1 квітня)[49]
2. Телеков Дмитрий Васильевич (14.07.1973), ПВК «Вагнер» (2 квітня)[100]
3. Неизвестный Сергей Александрович, ПВК «Вагнер» (2 квітня)[56]
4. Чипчаков Андрей Исламович (6.01.1980), ПВК «Вагнер» (3 квітня)[100]
5. Бурый Павел (15.03.1996), ПВК «Вагнер» (3 квітня)[47]
6. Васильев Евгений Геннадьевич (1977), ПВК «Вагнер» (4 квітня)[39]
7. Вому Николай Валерьевич (13.10.1984), ПВК «Вагнер» (5 квітня)[101]
8. Рязанов Юрий Николаевич (6.03.1983), ПВК «Вагнер» (5 квітня)[49]
9. Нененко Иван Юрьевич (6.03.1999), ПВК «Вагнер» (5 квітня)[102]
10. Пухарев Руслан Владимирович (6.01.1981), ПВК «Вагнер» (6 квітня)[100]
11. Качурин Дмитрий Анатольевич (23.07.1989), ПВК «Вагнер» (7 квітня)[23]
12. Мясоедов Сергей Владимирович (24.11.1979), ПВК «Вагнер» (9 квітня)[36]
13. Сапожников Виктор Владимирович (25.05.1991), ПВК «Вагнер» (10 квітня)[82]
14. Хакуз Руслан Казбекович (8.02.1985), ПВК «Вагнер» (10 квітня)[43]
15. Коваленко Папирка (Пётр) Иванович (4.01.1989), ПВК «Вагнер» (12 квітня)[81]
16. Васильев Владимир Радиевич (18.04.1993), ПВК «Вагнер» (12 квітня)[103]
17. Бушмакин Максим Сергеевич (4.07.1972), ПВК «Вагнер» (15 квітня)[29]
18. Герасименко Игорь Денисович (16.01.1999), ПВК «Вагнер» (16 квітня)[104]
19. Волков Илья Николаевич (15.12.1993), ПВК «Вагнер» (17 квітня)[40]
20. Меклеш Василий Михайлович (9.01.1986), ПВК «Вагнер» (17 квітня)[102]
21. Константин Константинович Афонасьев (29.03.1997), ПВК «Вагнер» (18 квітня)[81]
22. Чугаев Алексей Егорович (19.04.1977), ПВК «Вагнер» (22 квітня)[104]
23. Будник Руслан Алексеевич (31.01.1997), ПВК «Вагнер» (22 квітня)[24]
24. Юсупов Агзам Актамович (14.08.1975), ПВК «Вагнер» (23 квітня)[100]
25. Филимонов Сергей Алексеевич (29.10.1969), ПВК «Вагнер» (23 квітня)[71]
26. Газиев Марсель Ринатович (31.05.1980), ПВК «Вагнер» (24 квітня)[100]
27. Жарников Юрий Анатольевич (29.12.1987), ПВК «Вагнер» (24 квітня)[49]
28. Широких Игорь Николаевич (7.10.1977) , ПВК «Вагнер» (24 квітня)[104]
29. Юркевич Александр Иванович, ПВК «Вагнер» (25 квітня)[22]
30. Кобелев Иван Андреевич (18.02.1998), ПВК «Вагнер» (26 квітня)[67]
31. Крылов Илья (20.12.1991) , ПВК «Вагнер» (27 квітня)[72]
32. Орловский Евгений Дмитриевич (27.09.1969) , ПВК «Вагнер» (27 квітня)[103]
33. Власов Александр Васильевич (25.12.1975), ПВК «Вагнер» (28 квітня)[100]
34. Борзенков Артем Александрович (27.01.1989), ПВК «Вагнер» (28 квітня)[82]
35. Нетеса Владимир (04.1989), ПВК «Вагнер» (28 квітня)[29]

#### Травень 2023
1. Смагин Виктор Владимирович (7.06.1976) , ПВК «Вагнер» (2 травня)[105]
2. Зибелев Евгений Александрович (12.12.1996), ПВК «Вагнер» (2 травня)[106]
3. Тугонаков Константин Валерьевич (27.05.1984), ПВК «Вагнер» (3 травня)[107]
4. Валик Константин Анатольевич (8.05.1984), ПВК «Вагнер» (4 травня)[71]
5. Бандуренко Евгений Владимирович (6.11.1983), ПВК «Вагнер» (4 травня)[25]
6. Евгений Сергеевич Сморчков (13.05.1985), ПВК «Вагнер» (4 травня)[46]
7. Камалов Камиль Расихович (4.02.1978), ПВК «Вагнер» (5 травня)[106]
8. Сапожников Артем Васильевич (11.10.1985), ПВК «Вагнер» (6 травня)[107]
9. Пекшев Александр Сергеевич (19.10.1989), ПВК «Вагнер» (7 травня)[108]
10. Рыжов Сергей Николаевич  (21.10.1979), ПВК «Вагнер» (7 травня)[23]
11. Скиба Николай Леонидович (2.04.1978), ПВК «Вагнер» (7 травня)[105]
12. Варелджан Денис Сергеевич (4.03.1992), ПВК «Вагнер» (10 травня)[109]
13. Шмайло Виталий Николаевич (22.03.1986), ПВК «Вагнер» (10 травня)[67]
14. Конев Евгений Михайлович (22.12.1983), ПВК «Вагнер» (11 травня)[109]
15. Тябин Андрей Валерьевич (25.01.1999), ПВК «Вагнер» (11 травня)[109]
16. Бутунин Сергей Александрович (3.07.1977), ПВК «Вагнер» (13 травня)[110]
17. Алексеев Евгений Вадимович (30.04.1977), ПВК «Вагнер» (15 травня)[108]
18. Лямцев Дмитрий Андреевич (3.10.1989), ПВК «Вагнер» (15 травня)[46]
19. Барановский Александр Анатольевич, ПВК «Вагнер» (14 травня)[29]
20. Авдеев Алексей Александрович  (27.10.1978), ПВК «Вагнер» (17 травня)[111]
21. Голдобин Алексей Александрович  (17.07.1983), ПВК «Вагнер» (20 травня)[107]
22. Вандаев Данзан Николаевич (14.12.1978), ПВК «Вагнер» (21 травня)[25]
23. Усиков Дмитрий Иванович (18.06.1975), ПВК «Вагнер» (24 травня)[49]
24. Карпачёв Юрий Иванович (16.12.1968), ПВК «Вагнер» (27 травня)[40]
25. Маркин Александр Александрович (6.08.1990) , ПВК «Вагнер» (27 травня)[81]
26. Митин Сергей Александрович (28.09.1976), ПВК «Вагнер» (28 травня)[111]
27. Юр Руслан Витальевич (15.07.1990), ПВК «Вагнер» (29 травня)[100]
28. Блимготов Роберт Парисович (1988), ПВК «Вагнер» (29 травня)[110]
29. Гесслер Артём Сергеевич (28.06.1997), ПВК «Вагнер» (30 травня)[30]
30. Грачев Александр Сергеевич (15.08.1988), ПВК «Вагнер» (31 травня)[40]
31. Козлов Николай Алексеевич (20.12.1980), ПВК «Вагнер» (31 травня)[100]
32. Мизернов Максим Юрьевич (1985) , ПВК «Вагнер» (31 травня)[22]
33. Смолин Данил Сергеевич (1995), ПВК «Вагнер» (31 травня)[46]

#### Червень 2023
1. Подоляка Михаил Владимирович (26.05.1991), ПВК «Вагнер» (4 червня)[100]
2. Арутюнян Карен Леваевич (15.01.1980), ПВК «Вагнер» (10 червня)[24]